# L'Abergement-Sainte-Colombe
Pour les articles homonymes, voir L'Abergement (homonymie).
L'Abergement-Sainte-Colombe est une commune française située dans le département de Saône-et-Loire en région Bourgogne-Franche-Comté.

## Géographie
L'Abergement-Sainte-Colombe est située en Saône-et-Loire (Bourgogne-Franche-Comté) et fait partie de la Bresse chalonnaise.

### Géologie et relief
Les sols ont pour origine l'ère du quaternaire ancien, du quaternaire récent et du pliocène.

### Hydrographie
La commune compte 26 étangs.

### Climat
Pour des articles plus généraux, voir Climat de la Bourgogne-Franche-Comté et Climat de Saône-et-Loire.
En 2010, le climat de la commune est de type climat océanique dégradé des plaines du Centre et du Nord, selon une étude du Centre national de la recherche scientifique s'appuyant sur une série de données couvrant la période 1971-2000. En 2020, Météo-France publie une typologie des climats de la France métropolitaine dans laquelle la commune est exposée à un climat semi-continental et est dans la région climatique Bourgogne, vallée de la Saône, caractérisée par un bon ensoleillement (1 900 h/an), un été chaud (18,5 °C), un air sec au printemps et en été et des vents faibles.
Pour la période 1971-2000, la température annuelle moyenne est de 11,2 °C, avec une amplitude thermique annuelle de 18,2 °C. Le cumul annuel moyen de précipitations est de 871 mm, avec 11 jours de précipitations en janvier et 7,4 jours en juillet. Pour la période 1991-2020, la température moyenne annuelle observée sur la station météorologique de Météo-France la plus proche, « Saint-Marcel », sur la commune de Saint-Marcel à 9 km à vol d'oiseau, est de 12,3 °C et le cumul annuel moyen de précipitations est de 818,4 mm. 
La température maximale relevée sur cette station est de 41,8 °C, atteinte le 12 août 2003 ; la température minimale est de −20 °C, atteinte le 16 janvier 1985,,.
Les paramètres climatiques de la commune ont été estimés pour le milieu du siècle (2041-2070) selon différents scénarios d'émission de gaz à effet de serre à partir des nouvelles projections climatiques de référence DRIAS-2020. Ils sont consultables sur un site dédié publié par Météo-France en novembre 2022.

## Urbanisme

### Typologie
Au 1er janvier 2024, L'Abergement-Sainte-Colombe est catégorisée commune rurale à habitat dispersé, selon la nouvelle grille communale de densité à sept niveaux définie par l'Insee en 2022.
Elle est située hors unité urbaine. Par ailleurs la commune fait partie de l'aire d'attraction de Chalon-sur-Saône, dont elle est une commune de la couronne,. Cette aire, qui regroupe 109 communes, est catégorisée dans les aires de 50 000 à moins de 200 000 habitants,.

### Occupation des sols
L'occupation des sols de la commune, telle qu'elle ressort de la base de données européenne d’occupation biophysique des sols Corine Land Cover (CLC), est marquée par l'importance des territoires agricoles (68,7 % en 2018), une proportion sensiblement équivalente à celle de 1990 (69,4 %). La répartition détaillée en 2018 est la suivante : zones agricoles hétérogènes (32,5 %), terres arables (31,2 %), forêts (26,6 %), prairies (5 %), zones urbanisées (2,9 %), milieux à végétation arbustive et/ou herbacée (1,8 %). L'évolution de l’occupation des sols de la commune et de ses infrastructures peut être observée sur les différentes représentations cartographiques du territoire : la carte de Cassini (XVIIIe siècle), la carte d'état-major (1820-1866) et les cartes ou photos aériennes de l'IGN pour la période actuelle (1950 à aujourd'hui).

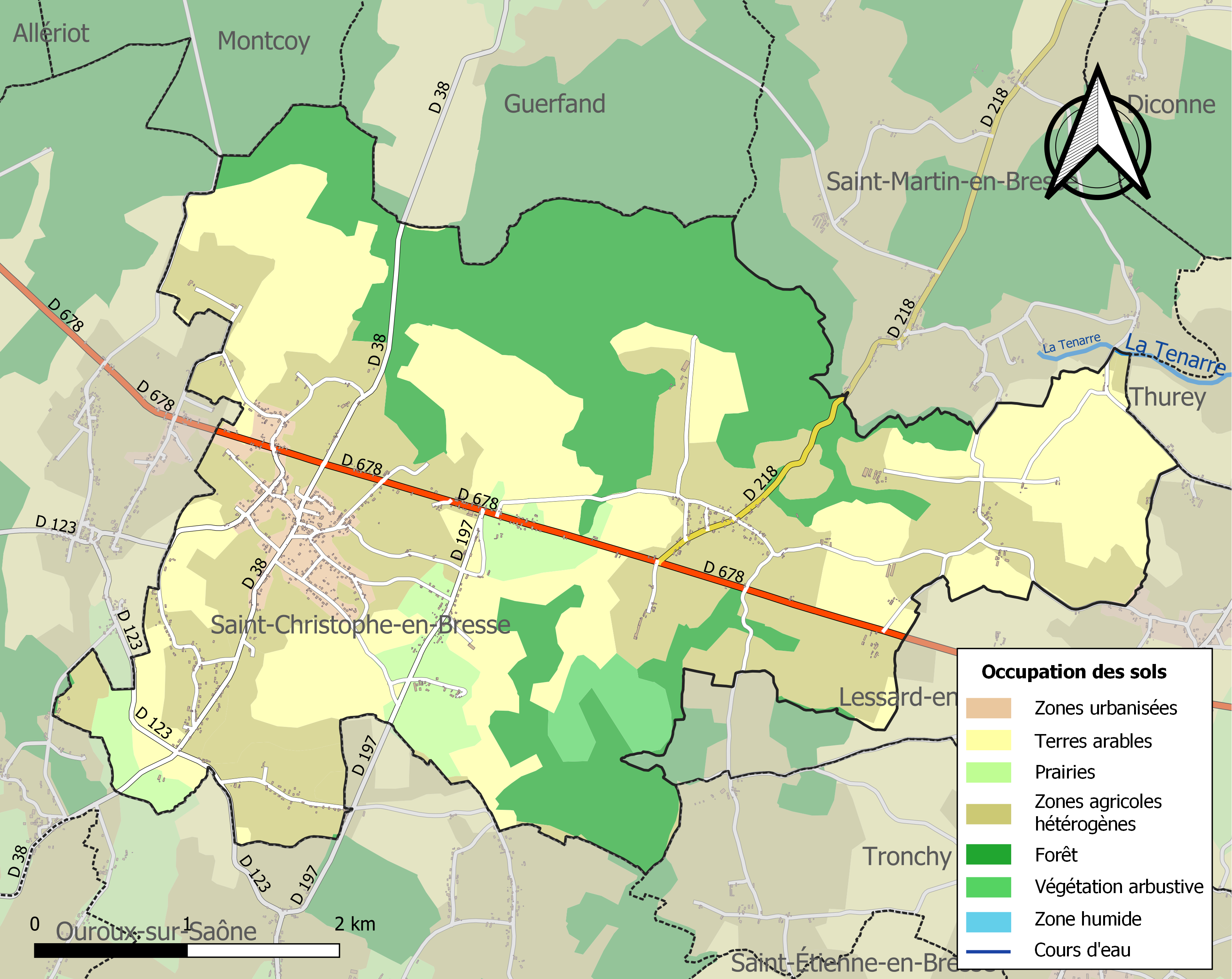
Carte des infrastructures et de l'occupation des sols de la commune en 2018 (CLC).

## Histoire
1793 : L'Abergement-Sainte-Colombe, à l'instar de quelque cent cinquante autres communes de Saône-et-Loire, déchristianise son nom et devient L'Abergement-des-Bois.
1836 : le hameau de Villargeault, où un château fut édifié vers 1650, est rattaché à L'Abergement-Sainte-Colombe.
Entre 1832 et 1836, le territoire de la commune de Saint-Christophe-en-Bresse est incorporé à la commune.

## Politique et administration

### Tendances politiques et résultats des élections
- Élections législatives françaises de 2022, lors du premier tour, Elisabeth Roblot (Ensemble) en tête avec 29,49 % des suffrages. Mais lors du second tour, il s'agit de Cécile Untermaier (PS), députée sortante, qui arrive en tête avec 52,93 % des suffrages[18].
- Élection présidentielle 2017 (2e tour) : Emmanuel Macron (En Marche !) obtient  48,34 %  et Marine Le Pen (Front national)  51,66 % des suffrages exprimés[19].
- Élections législatives 2017 (2e tour) :  Cécile Untermaier (socialiste)  49,13 % des suffrages exprimés ; Catherine Gabrelle (République en marche) 50,87 % des suffrages exprimés[20].
- Élections régionales (2015) : au deuxième tour du scrutin le Front National (Sophie Montel) : 41,08 % ;  Union de la Gauche (Marie-Guite Dufay) : 34,02 % ; Union de la Droite (François Sauvadet) : 24,90 %.
- Élections départementales 2015 : Béal Brigitte et Doulé Alain (binôme du parti socialiste) 37,53 %; Leneveu  Christine et Taulin Alain (binôme du Front National) 33,96 % Desmard   Jean-Michel et Roblot Elisabeth (binôme Union de la droite) 28,51 %[21].
- Élections européennes (2014) les quatre listes arrivées en tête :  Liste bleu Marine – non à Bruxelles oui à la France (FN) 35,59 %, ; Pour la France, agir en Europe avec Nadine Morano  20,88 % ; Choisir notre Europe (Union de la Gauche) 11,47 %  ; Rompre et refonder l'Europe, liste Front de Gauche soutenue par Jean-Luc Mélenchon 8,53 % + 19 autres listes[22].
- Élections municipales 2014 : 15 conseillers municipaux ont été élus dès le premier tour. Stéphane Vivier a été élu maire par le conseil municipal.

### Les maires de la commune
| Période                                  | Période   | Identité        | Étiquette | Qualité |
| ---------------------------------------- | --------- | --------------- | --------- | ------- |
| mars 2001                                | mars 2014 | Irène Bonin     |           |         |
| mars 2014                                | En cours  | Stéphane Vivier |           |         |
| Les données manquantes sont à compléter. |           |                 |           |         |

## Population et société

### Démographie

#### Évolution démographique
L'évolution du nombre d'habitants est connue à travers les recensements de la population effectués dans la commune depuis 1793. Pour les communes de moins de 10 000 habitants, une enquête de recensement portant sur toute la population est réalisée tous les cinq ans, les populations de référence des années intermédiaires étant quant à elles estimées par interpolation ou extrapolation. Pour la commune, le premier recensement exhaustif entrant dans le cadre du nouveau dispositif a été réalisé en 2007.

En 2022, la commune comptait 1 235 habitants, en évolution de +1,81 % par rapport à 2016 (Saône-et-Loire : −1,06 %, France hors Mayotte : +2,11 %).
| 1793 | 1800 | 1806 | 1821 | 1831 | 1836 | 1841 | 1846 | 1851 |
| ---- | ---- | ---- | ---- | ---- | ---- | ---- | ---- | ---- |
| 520  | 553  | 573  | 492  | 487  | 908  | 886  | 943  | 907  |

| 1856 | 1861 | 1866 | 1872 | 1876 | 1881 | 1886 | 1891 | 1896 |
| ---- | ---- | ---- | ---- | ---- | ---- | ---- | ---- | ---- |
| 925  | 963  | 944  | 888  | 890  | 910  | 926  | 934  | 919  |

| 1901 | 1906 | 1911 | 1921 | 1926 | 1931 | 1936 | 1946 | 1954 |
| ---- | ---- | ---- | ---- | ---- | ---- | ---- | ---- | ---- |
| 949  | 892  | 882  | 841  | 753  | 732  | 701  | 644  | 628  |

| 1962 | 1968 | 1975 | 1982 | 1990 | 1999 | 2006  | 2007  | 2012  |
| ---- | ---- | ---- | ---- | ---- | ---- | ----- | ----- | ----- |
| 589  | 558  | 622  | 702  | 876  | 934  | 1 042 | 1 057 | 1 156 |

| 2017  | 2022  | - | - | - | - | - | - | - |
| ----- | ----- | - | - | - | - | - | - | - |
| 1 224 | 1 235 | - | - | - | - | - | - | - |

#### Pyramide des âges
En 2018, le taux de personnes d'un âge inférieur à 30 ans s'élève à 34,1 %, soit au-dessus de la moyenne départementale (30,4 %). À l'inverse, le taux de personnes d'âge supérieur à 60 ans est de 19,5 % la même année, alors qu'il est de 32,7 % au niveau départemental.
En 2018, la commune comptait 651 hommes pour 586 femmes, soit un taux de 52,63 % d'hommes, largement supérieur au taux départemental (48,54 %).
Les pyramides des âges de la commune et du département s'établissent comme suit.
| Hommes | Classe d’âge | Femmes |
| ------ | ------------ | ------ |
| 0,3    | 90 ou +      | 0,3    |
| 3,4    | 75-89 ans    | 4,0    |
| 14,7   | 60-74 ans    | 16,2   |
| 24,8   | 45-59 ans    | 24,4   |
| 20,5   | 30-44 ans    | 23,4   |
| 14,7   | 15-29 ans    | 14,9   |
| 21,6   | 0-14 ans     | 16,8   |

| Hommes | Classe d’âge | Femmes |
| ------ | ------------ | ------ |
| 1      | 90 ou +      | 2,7    |
| 9,3    | 75-89 ans    | 12,5   |
| 20,7   | 60-74 ans    | 21,2   |
| 20,6   | 45-59 ans    | 20     |
| 16,5   | 30-44 ans    | 15,8   |
| 15,1   | 15-29 ans    | 12,8   |
| 16,7   | 0-14 ans     | 15     |

## Logement
Le nombre de logements existants dans la commune en 2014 est de 473 ; 445 sont des résidences principales, 8 des résidences secondaires ou des logements occasionnels et 20 sont des logements vacants. Le nombre de maisons est de 471 et celui des appartements de 2.

### Enseignement
Cette commune possède une école (maternelles et primaires) avec une cantine et une garderie.

### Manifestations culturelles et festivités
Il peut être cité : le banquet des conscrits fin février, la fête de la musique (comité des fêtes) au mois de juin, la kermesse des amis de l'école fin juin, le feu d'artifice et bal du comité des fêtes en juillet, la foire d'automne du comité des fêtes mi-octobre, l'arbre de Noël des amis de l'école en décembre
Les associations sont notamment : le comité des fêtes, l'amicale des conscrits et les amis de l'école.

### Santé
Il n'y a pas de médecin généraliste dans ce village. Le centre hospitalier le plus proche se situe à Chalon-sur-Saône.

### Sports
Il y a un stade de football ou évolue le club de la « Jeunesse Sportive l'Abergement-Sainte-Colombe », qui joue en 2011-2012, en 3e division de district du Pays saonois.

### Cultes
Culte catholique dans l'église du village.

## Économie et emploi
Sur le territoire communal il existe, au 31 décembre 2015, 68 établissements actifs qui emploient 39 salariés au total.
- 14  appartiennent au secteur de l’agriculture (2 salariés au total).
- 6 au secteur de l'industrie (2 salariés)
- 10 sont du secteur de la construction (11 salariés)
- 31 sont du secteur du commerce, des transports et des services divers (8 salariés au total)
- 7 sont du secteur de l’administration publique, de l’enseignement, de la santé et de l’action sociale (16 salariés au total).

## Culture locale et patrimoine

### Lieux et monuments
- Château de Villargeault, à 2,5 kilomètres à l'est du bourg.

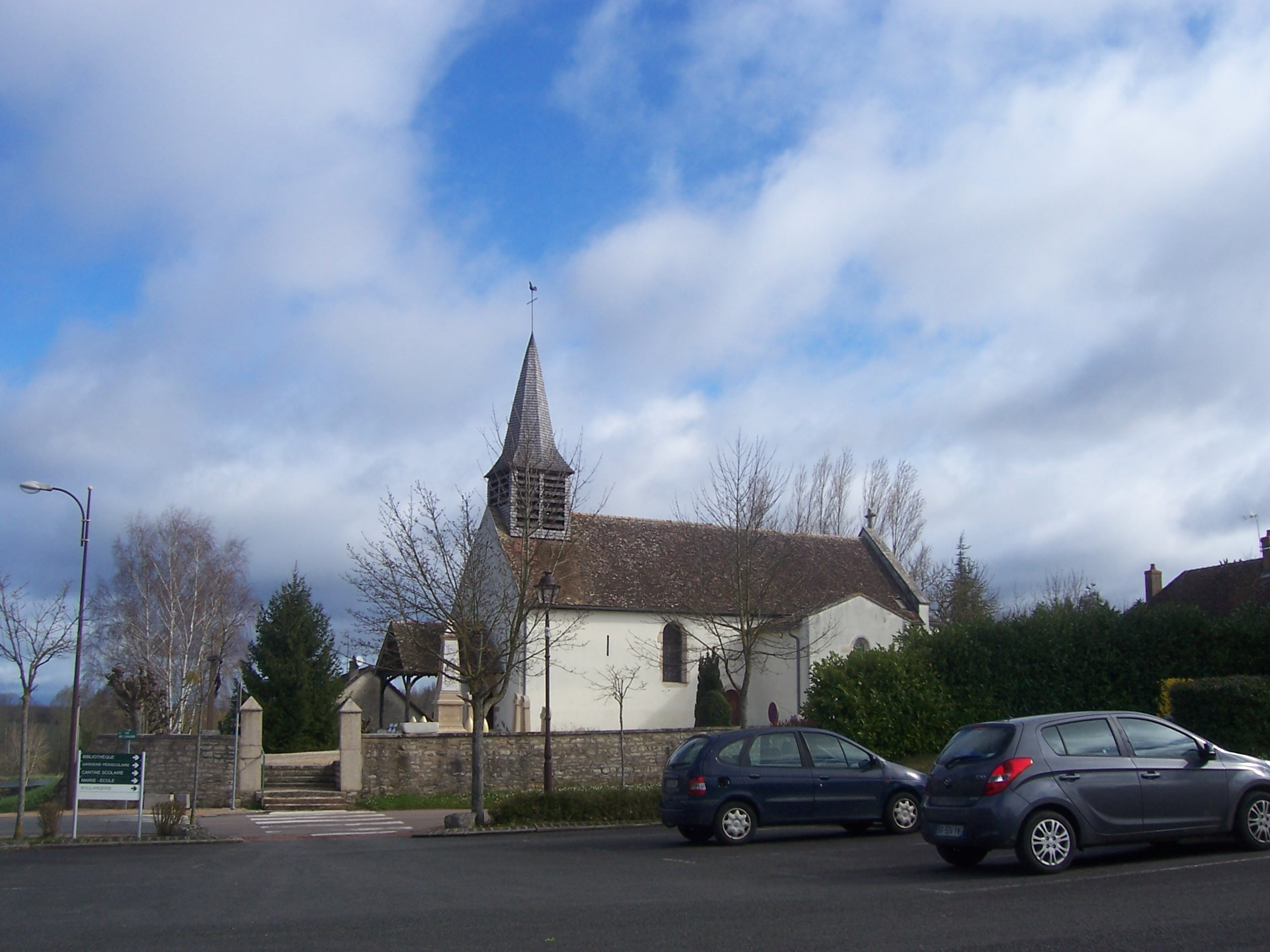
L'église.

- Église paroissiale Saint-Martin : elle conserve une petite nef romane et possède un portail abrité par un auvent édifié en 1823. L'église a fait l'objet d'une rénovation importante en 1896[32].

### Personnalités liées à la commune
- Les frères Guénot, Steeve et Christophe, habitaient la commune[33], où ils s'initièrent à la lutte[34]. Une des places du village porte leurs noms depuis septembre 2012[35].